# Bundesstraße 299
Pour les articles homonymes, voir Route 299.
La Bundesstraße 299 est une Bundesstraße du Land de Bavière.

## Géographie
Le B 299 commence dans le prolongement de la route tchèque Silnice tchèque II/214 à la frontière tchèque près de Hundsbach dans le Haut-Palatinat. En direction sud-est, il passe Waldsassen et Mitterteich, avant d'être remplacé par l'A 93 sur près de douze kilomètres. Puis à nouveau elle se confond avec la B 22 pour le contournement d'Erbendorf. Après la connexion à l'A 6, la B 299 redevient à deux voies. Une section de cette voie de contournement est développée en quatre voies pour alimenter les B 299a et A 3.
Après Neumarkt in der Oberpfalz, la B 299 passe au sud le long du canal Ludwig, après Sengenthal et à travers Mühlhausen, jusqu'à peu de temps avant Berching le canal Rhin-Main-Danube devient un cours parallèle à la B 299. Après Neustadt an der Donau, la B 299 parcourt quelques kilomètres avec la B 16 en direction de l'est.
Elle franchit l'est du Hallertau. Après le contournement de la Pfettrach, la B 299 à Altdorf est compensée par l'A 92 sur près de trois kilomètres. Elle traverse Landshut en tant que Konrad-Adenauer-Straße. Après avoir quitté la zone urbaine, elle monte brusquement sur le soi-disant Kasernenberg (Isarhangleite) dans une expansion à trois voies et mène dans une direction sud-est au-delà de Geisenhausen et de Vilsbiburg avant de partager un cours commun avec la B 388 dans une direction est sur quelques kilomètres.
Après avoir été remplacé par l'A 94 sur environ neuf kilomètres, il traverse Neuötting avant d'atteindre un tronçon moins développé avec Garching an der Alz. La B 299 continue dans la vallée de l'Alz, où elle se termine à la confluence avec la B 304.

## Histoire
Lorsqu'elle est numérotée à l'origine en 1937, ce qui est alors Reichsstraße 299 ne s'étend pas au-delà de l'itinéraire actuel. Selon une carte routière de 1941, seule la route au sud de Neumarkt dans le Haut-Palatinat est désignée Reichsstraße 299, tandis que la section vers Mitterteich fait partie de la Reichsstraße 15 en provenance de Karlsbad.

## Trafic
Alors que la partie nord de la route fédérale est relativement peu utilisée, la section entre Neustadt an der Donau et Altenmarkt an der Alz a un volume de trafic nettement plus élevé. Cette section de la B 299 forme l'axe de connexion entre le triangle chimique bavarois et la zone industrielle entre Neustadt et Ingolstadt.

## Source
- (de) Cet article est partiellement ou en totalité issu de l’article de Wikipédia en allemand intitulé « Bundesstraße 299 » (voir la liste des auteurs).